# Cuori rubati
Cuori rubati è stata una soap opera italiana, girata e ambientata a Torino (dove era stata girata anche la soap opera del pomeriggio di Canale 5 Centovetrine), prodotta dalla Grundy Productions Italia, andata in onda su Rai 2 per 280 episodi a partire dal 14 gennaio 2002. La serie è stata cancellata dai palinsesti televisivi il 14 dicembre dello stesso anno, per poi concludere il 28 marzo successivo ma è stata replicata negli anni successivi. La sigla è stata Sabbia fra le dita di Gaetano Pellino.

## Trama
La trama racconta le vicende quotidiane di tre famiglie e di un gruppo di ragazzi alle prese con la routine della vita di tutti i giorni. Amori e conflitti rappresentano l'innesco fra gli intrecci narrativi, che si sviluppano tra i vari nuclei familiari ed i singoli personaggi.
Teatro delle vicende è Torino, una metropoli italiana con tutte le dinamiche sociali, lavorative e relazionali che essa comporta. Un luogo, dunque, in cui chiunque si può riconoscere, anche perché i personaggi sono di diversa estrazione sociale e provengono da varie parti del Paese. La scelta è caduta su Torino, che - per la sua conformazione - si presta perfettamente alla collocazione dei luoghi in cui si sviluppano le storie e dei nuclei familiari protagonisti del serial. Il fiume che attraversa la città, il Po, rappresenta infatti una sorta di spartiacque tra due mondi: la zona collinare, dove abitano le famiglie più benestanti, e la zona di pianura, che raccoglie studenti e famiglie di vario ceto. Più in particolare, in collina abitano due famiglie: la prima, i Donadoni, molto ricca, l'altra, i Galanti, appartenente al ceto medio borghese. Lungo il fiume si riversa molta della vita sociale della città e, non a caso, vi si trovano due importanti punti di incontro della soap: su una sponda, un bar gestito da un gruppo di ragazzi e, sull'altra, un centro sportivo di canottaggio, di cui è proprietario Fabio Galanti, uno dei personaggi centrali della serie. In pianura abitano, invece, i Rocca, una terza famiglia di estrazione più modesta, ed i numerosi ragazzi protagonisti delle storie, e vi si trova un altro punto di incontro cruciale: il negozio di musica gestito da Mattia.

## I nuclei familiari
Famiglia Donadoni
È senza dubbio una delle famiglie più ricche e famose di Torino che abita in collina, là dove si riesce a dominare la città e dove i problemi della metropoli appaiono più piccoli e lontani. È composta da tre persone: Giorgio (Paolo Maria Scalondro), Ginevra (Bettina Giovannini), rispettivamente marito e moglie, e la figlia Giulia (Christiane Filangieri).
Famiglia Galanti
Rappresenta la classe borghese e come i Donadoni vive sui colli della città. È composta da cinque persone: Paolo (Massimo De Rossi), Lia (Angiola Baggi) e i rispettivi figli Stefano (Paolo Ricca), Asia (Samia Kassir) e Luca (Lorenzo Rulfo). Fabio Galanti (Niseem Onorato) ha circa 35 anni e vive nel centro della città in un appartamento luminoso e moderno. È il proprietario di un circolo sportivo sulle sponde del fiume ed è il fratello di Paolo, con il quale non corre buon sangue per vecchi rancori del passato, mentre è l'alleato per eccellenza del nipote Stefano.
Famiglia Rocca
È un'umile ed onesta famiglia che abita in un vecchio appartamento del centro di Torino, in prossimità del fiume. Un nucleo familiare piuttosto anomalo composto da due sorelle: Valentina (Eleonora D'Urso) e Chiara (Marika Morra), che vivono con il nonno Arturo (Sergio Fiorentini), poiché la madre divorziata è quasi sempre assente, impegnata ad inseguire l'amore che sembra tardare ad arrivare. Hanno spesso problemi economici e le uniche entrate sono la misera pensione del nonno e il modesto assegno familiare che Marco, il padre delle ragazze, manda mensilmente alle figlie per gli alimenti. Con loro vive Eleonora (Micaela Ramazzotti), un'avvenente ed intrigante ragazza.
Famiglia Sensi
È una ricca famiglia di imprenditori formata da Gustavo (Carlo Sabatini), rimasto solo dopo la prematura scomparsa della moglie e dalla figlia Marina (Brigitta Boccoli). Il patrimonio finanziario della società di Gustavo attraverserà una grave crisi, mettendo a dura prova gli equilibri familiari.
Appartamento dei ragazzi
Nel centro della città, in un appartamento colorato e costantemente in disordine vivono tre ragazzi. Roberto (Marco Mario de Notaris) e Cristiano (Davide Ricci) sono due studenti, mentre Andrea (Marco Basile) è lo squattrinato gestore di un bar. I ragazzi provengono tutti da famiglie piuttosto umili e spesso per sbarcare il lunario sono costretti a grossi sacrifici. Mattia Bonanni (Gualtiero Scola) è il proprietario del negozio di dischi sotto i portici del centro storico. In realtà è anche il suo appartamento, poiché vive nel monolocale ricavato dal retro del negozio.